# جانغ يونغ نام
جانغ يونغ نام (هانغل: 장영남) هي ممثلة كورية جنوبية، ولدت في 25 نوفمبر 1973 في كوريا الجنوبية.

## أعمال

### مسلسلات
- نساء تحت الشمس (2008)
- القمر الذي يحتضن الش (2013)
- بينوكيو (2014)
- جنية رفع الأثقال كيم بوك جو (2016)
- المهرج المتوج (2019)
- بلدي: عهد جديد (2019)[5]
- لا بأس إن لم تكن بخير (2020)[6]
- جدني في ذاكرتك (2020)[7]
- قاضي الشيطان (2021)[8]
- شمس سوداء (2021)[9]
- ابتهج (2022)[10]
- دورة مكثفة في الرومانسية (2023)[11]
- الآيدول السماوي - الملكة يومرا
- مخادع بشكل مبهج[12]
- آسر الملك[13]
- حب في الجور[14]
- سيئولنا غير المكتوبة[15]

## وصلات خارجية
- جانغ يونغ نام على موقع IMDb (الإنجليزية)
- جانغ يونغ نام على موقع أول موفي (الإنجليزية)
- جانغ يونغ نام على موقع قاعدة بيانات الفيلم (الإنجليزية)